# Michael Jebsen sen.
Michael Jebsen (* 27. September 1835 in Apenrade; † 30. September 1899 in Berlin) war ein deutscher Kapitän und Reeder, Senator, Reichstagsabgeordneter und Mitglied des Preußischen Landtages und Vorsitzender der Knivsberggesellschaft.

## Leben und Werk
Nach seiner Konfirmation war Michael Jebsen, Sohn eines gleichnamigen Kapitäns aus Apenrade, für kurze Zeit in einer Segelmacherlehre. Er war jedoch fest entschlossen zur See zu fahren. Deshalb heuerte er als 16-Jähriger 1851 auf dem hamburgischen Vollschiff „Georg Heinrich“ als Schiffsjunge an, das unter dem Kommando von Kapitän Closter aus Loit stand. Nach mehreren Schiffsreisen u. a. nach Südamerika musterte er im Frühjahr 1853 als Jungmann in London ab und kehrte nach Hause zurück. Hier besuchte er in den folgenden Monaten die Navigationsschule in Loit-Schauby, die der ehemalige Kapitän Peter Boysen dort unterhielt, und bestand sein Examen im Juli des Jahres mit der Note „bequem“. Nach einer kurzen Zeit als Matrose heuerte Jebsen 1854 als 3. Steuermann auf der Apenrader Bark „Otto“ an. 1856 bekam er als erst 21-Jähriger sein erstes Kommando als Kapitän auf der peruanischen Bark „Joven Emilio“, die er zwei Jahre führte. 1859 bis 1860 war er Erster Offizier auf dem Dampfschiff „Antonius Varas“. Nach einer kurzen Heuer als Kapitän eines Schiffes in Valparaíso/Chile reiste er nach Hamburg, um hier als Kapitän für verschiedene hamburgische Segelschiffs-Reedereien zu arbeiten. 1867 heiratete er während eines Heimaturlaubs die Kapitänstochter Clara Anna Offersen, die ihn auf den folgenden Schiffsreisen begleitete, welche er als Schiffsführer und Eigner der Barken „Ceyphrus“ und „Galathea“ unternahm.
im zweiten Halbjahr 1870 mussten Jebsen, seine Frau und die Crew der Galathea wegen des Deutsch-Französischen Krieges eine Zwangspause in Port Townsend (USA) einlegen. Dort wurde am 27. Dezember 1870 Sohn Jacob geboren. Anfang 1871 segelte das Schiff nach Valparaíso und von dort nach Hamburg zurück; dann blieb die junge Familie bis 1873 in Apenrade.
Von Frühjahr bis Herbst 1873 war Michael Jebsen Kapitän mit dem hamburgischen Dampfer „Luxor“; dann musterte er im Alter von 38 Jahren ab. Dies war seine letzte Fahrt als Kapitän.
1874 bekam Michael Jebsen eine Anstellung als Leiter der Reederei und Spedition des Industriemagnaten Alfred Krupp, zunächst in Vlissingen, dann in Rotterdam. Nebenher gründete er 1878 seine eigene Dampfschiffreederei, die 1897 nicht weniger als 14 Dampfer besaß, deren Operationsgebiet überwiegend in Ostasien lag. Neben seinen geschäftlichen Unternehmungen war Jebsen auch politisch aktiv. 1883 ließ er sich in Apenrade zum Senator wählen. 1890 bis 1898 saß er für die Nationalliberale Partei im Deutschen Reichstag. 1898 wurde er ins Preußische Abgeordnetenhaus (XIX. Legislaturperiode) gewählt.
Besondere Bedeutung für die Deutsche Minderheit in Nordschleswig hat Michael Jebsens Engagement für den Kauf und die Errichtung der Versammlungsstätte des deutschen Bevölkerungsteils auf dem Knivsberg gehabt. Jebsen gehörte zu den Gründern der 1893 gegründeten Knivsberggesellschaft und war deren erster Vorsitzender. Sein besonderer Einsatz galt der Errichtung des Bismarckturmes, deren Grundstein bereits 1895 gelegt wurde. Dessen Einweihung 1901 erlebte Michael Jebsen nicht mehr: er starb 1899 im Alter von 64 Jahren in Berlin.
Sein Sohn Jacob Jebsen wurde 1899 Vorsitzender der Knivsberggesellschaft und sein Nachfolger in der Reederei.